# Adelaide Productions
Adelaide Productions è una divisione di animazione televisiva della Sony Pictures Television fondata il 12 aprile 1993 dalla Columbia Pictures Television e incorporata sette giorni dopo. È stata anche rinominata Columbia TriStar Animation e Columbia TriStar Children's Television.
Al 2019, Adelaide Productions è rimasta inattiva nella realizzazione di programmi TV animati e non ne ha fatti di nuovi dal 2014, ma il suo stato è ancora indicato come "attivo".